# Karel Dujardin
Karel Dujardin (27. září 1622 Amsterdam – 20. listopadu 1678 Benátky) byl nizozemský malíř tvořící v době tzv. zlaté éry nizozemského malířství. Vytvořil jen málo portrétů a historických obrazů s náboženskou tematikou. V Itálii Dujardin strávil dvě delší období, na začátku a na konci své kariéry. Většina jeho maleb a leptů krajin je z italského prostředí, malé italské krajinné scény se zvířaty a rolníky a jiné žánrové scény.

## Životopis

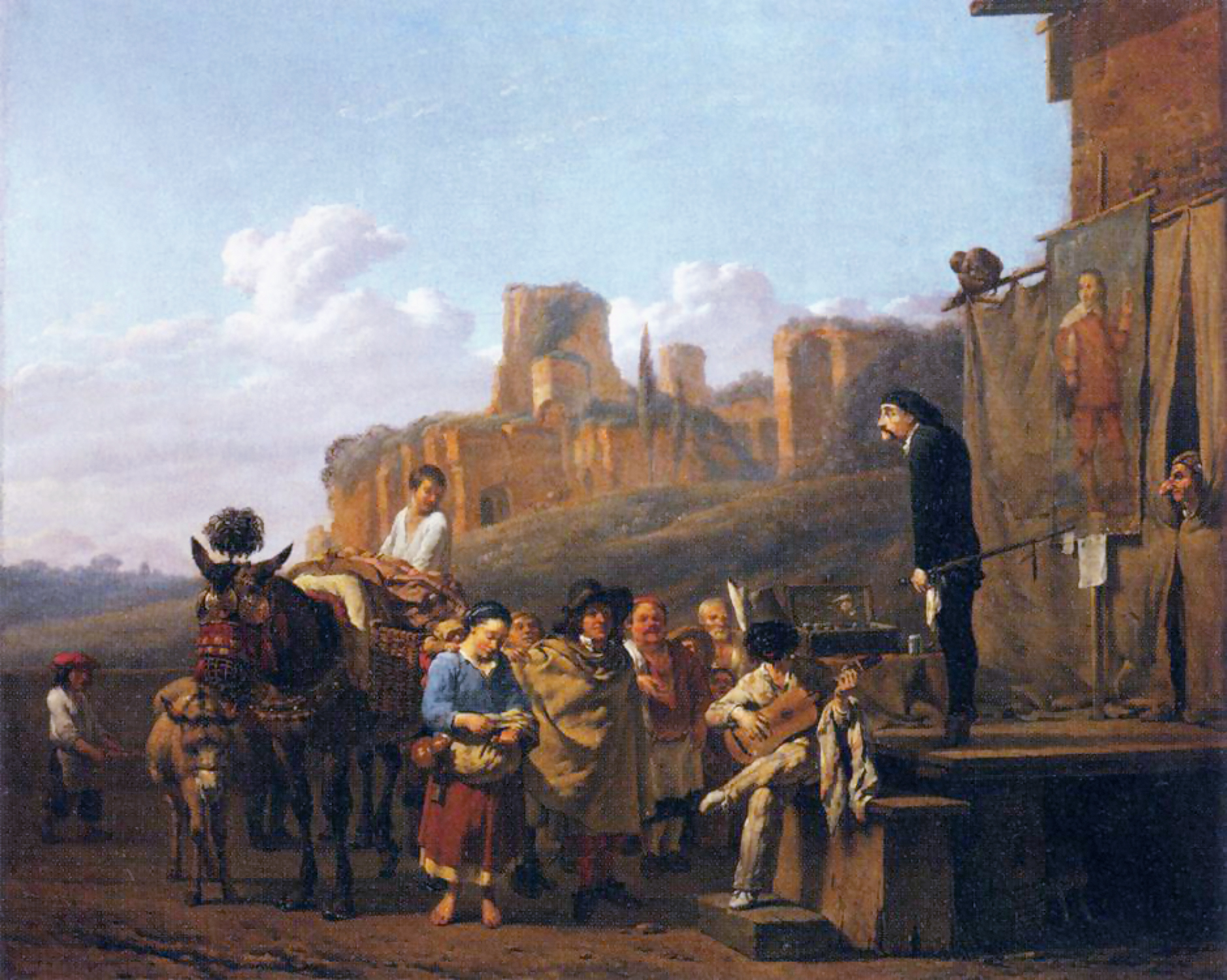
Karel Dujardins, commedia dell'arte show, datováno 1657

Karel Dujardin byl nizozemský malíř a rytec, narozený v Amsterdamu v roce 1622. Typické pro jeho krajinomalby jsou hospodářská zvířata a rolníci, tak jako na obraze Farm Animals in the Shade of a Treeve (Hospodářská zvířata ve stínu stromu), datováno 1656; Národní galerie v Londýně. Jeho učitelem byl údajně Nicolaes Pieterszoon Berchem. Mladý Dujardin odcestoval do Itálie a připojil se ke sdružení Bentvueghels, skupině malířů pracujících v Římě, mezi kterými byl znám jako Barba di Becco (Vousatý kozel) či Bokkebaart. Zde dosáhl svých prvních uměleckých úspěchů. Podle Arnolda Houbrakena, v době, kdy Dujardin žil v Lyonu ve Francii, se silně zadlužil. Proto se oženil se svou (starší) bytnou, což jej od dluhů osvobodilo. Spolu s ní odcestoval do Amsterdamu, kde byly jeho obrazy vysoce ceněny. V roce 1675 se na pozvání svého přítele Joana Reynsta vrátil do Říma, kde byl uvítán starými přáteli a obdivovateli. Renst a Dujardin společně podnikli tzv. Grand Tour do jiných italských měst. Reynst se vrátil do Amsterdamu, ale Dujardin zůstal v Itálii a své ženě poslal zprávu, že Reynsta bude brzy následovat. Odcestoval do Benátek, ale tam v roce 1678 nečekaně zemřel. Podle Reynsta řekl: Proč bych spěchal s návratem? Jsem tam, kde chci být. Podle jeho přítele Johannesa Glaubera, který Dujardina nedlouho předtím potkal v Římě, maloval pro nizozemského obchodníka v Benátkách, když se najednou necítil dobře. Zdálo se, že se zotavuje, ovšem jeho žaludek byl příliš plný a Dujardin zemřel. Přestože byl členem nizozemské reformované církve, byl pohřben katolickým způsobem (zabalený v bílém plášti). Ke hrobu jej nesli jeho přátelé Govert van der Leeuw a Glauber.
Dnes jsou obrazy Karla Dujardina v majetku mnoha světových galerií.
Mezi jeho žáky byli Jacob II., syn Jacoba van der Doesa, Martinus Laeckman a Erick van den Weerelt.

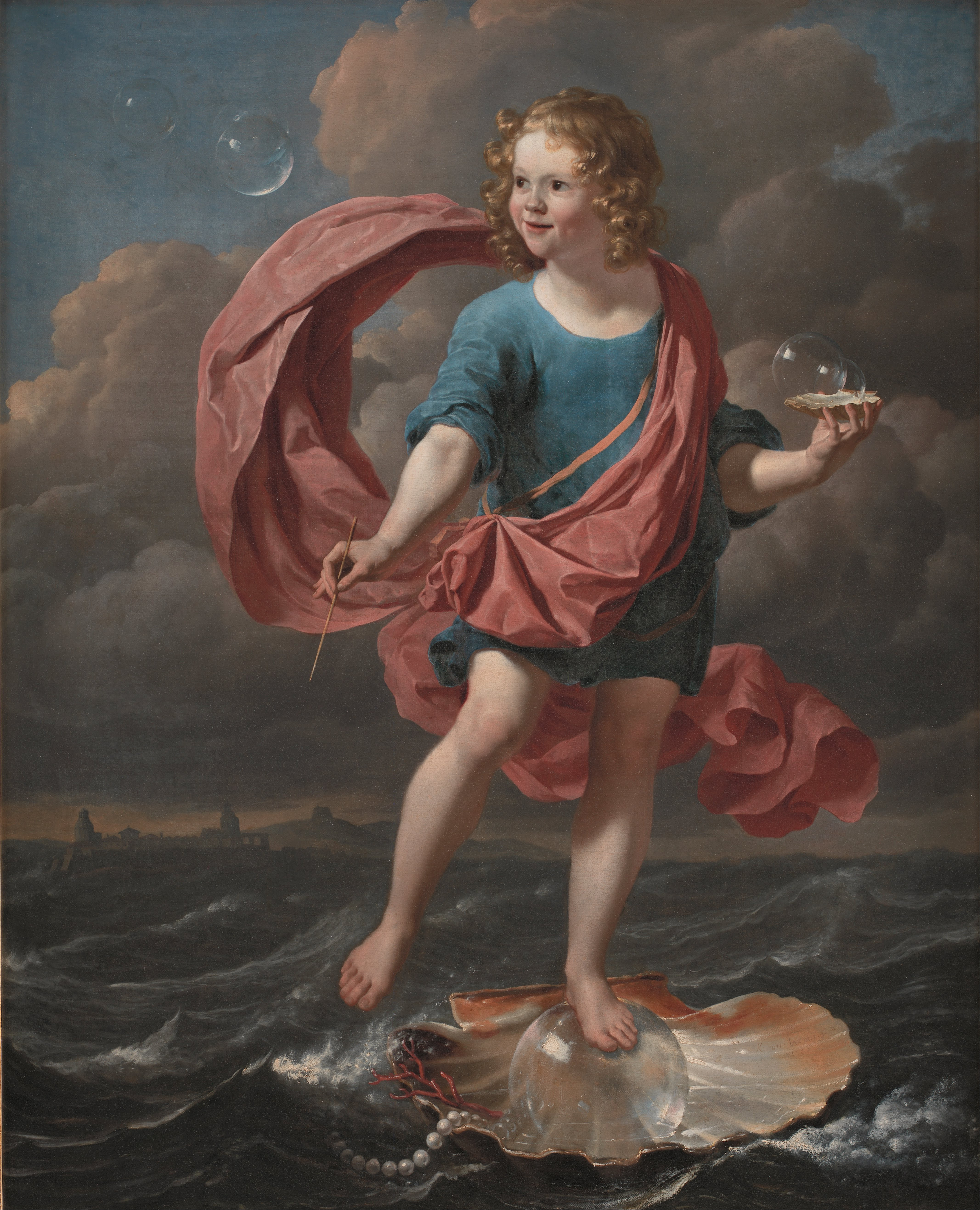
Chlapec vyfukující mýdlové bubliny. Alegorie o pomíjivosti života.

## Galerie

Obrazy Karla Dujardina
Žena dojící krávu
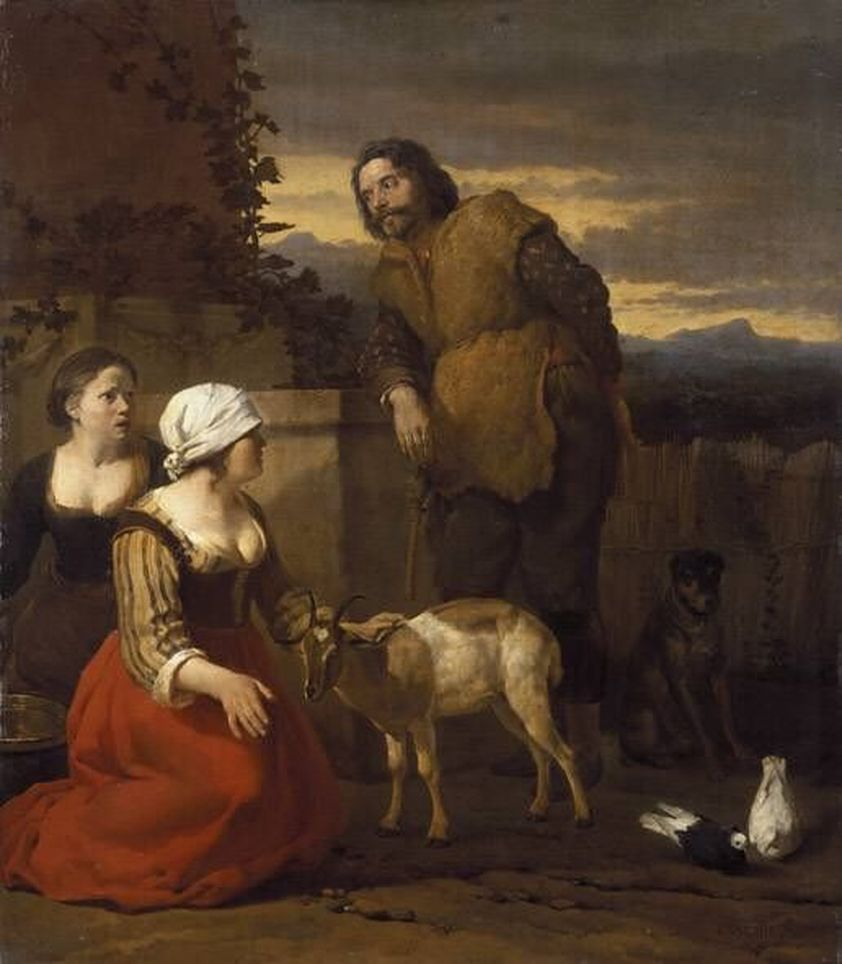
Nemocné kůzle
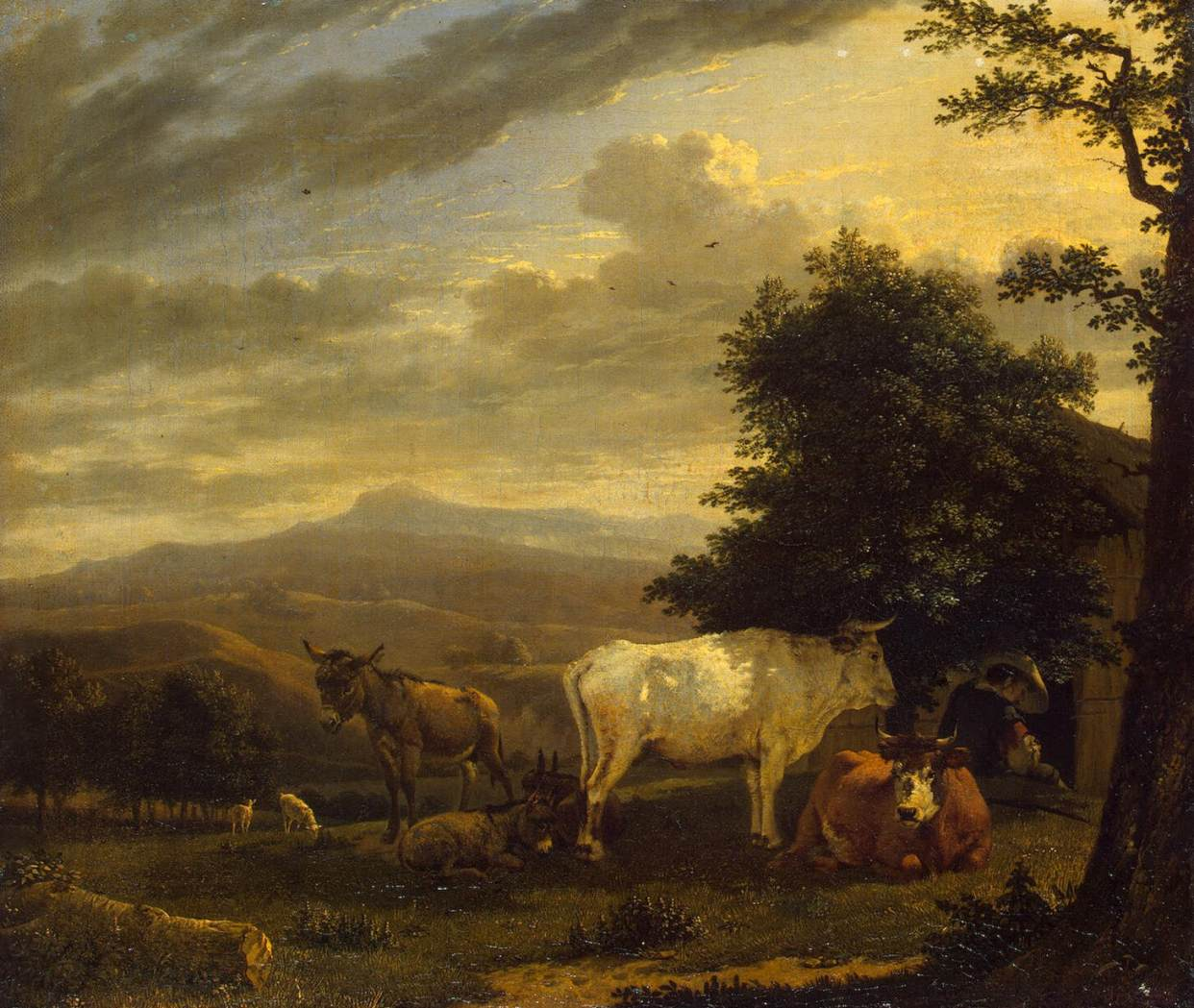
Krajina s dobytkem
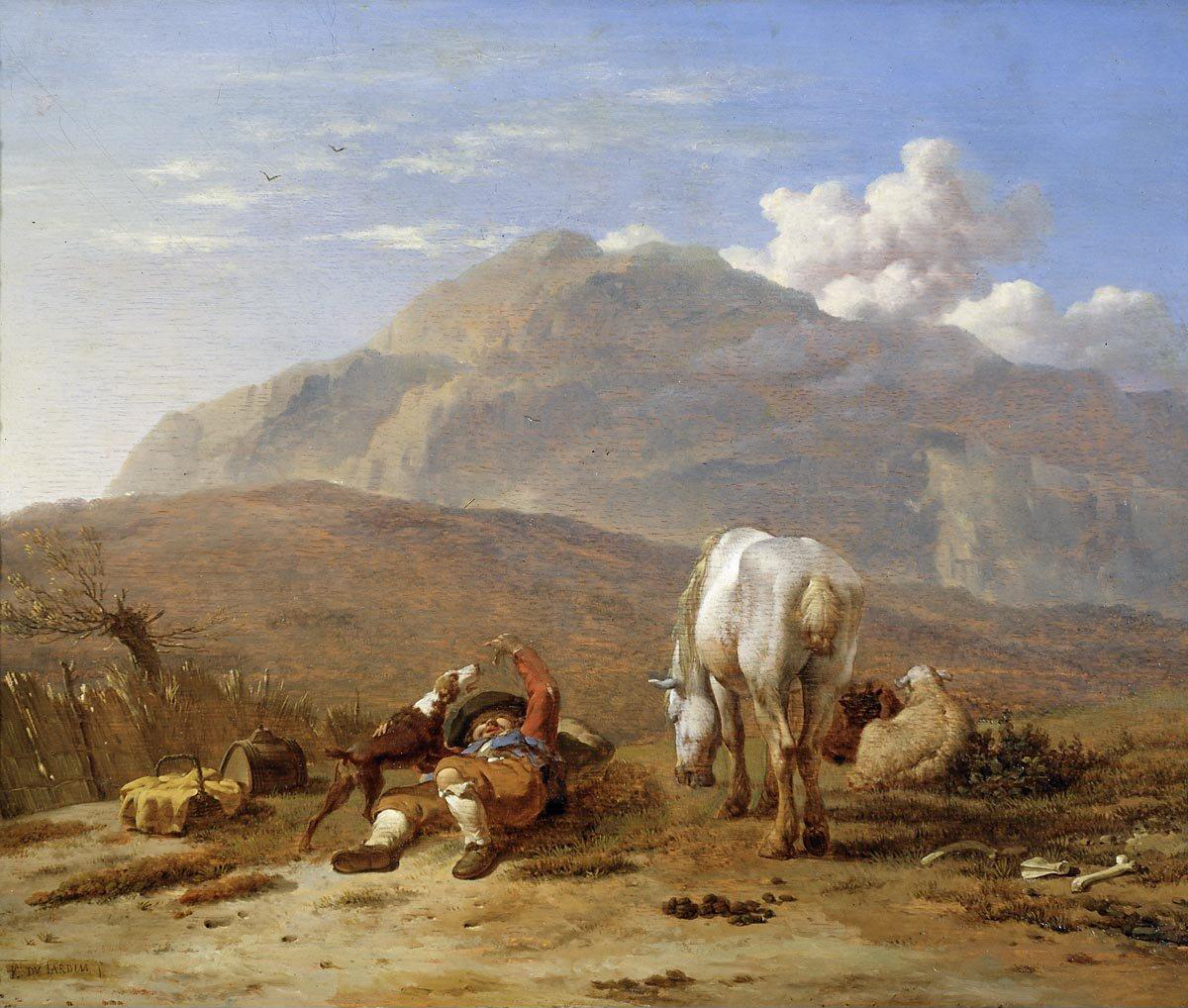
Skupina chlapců
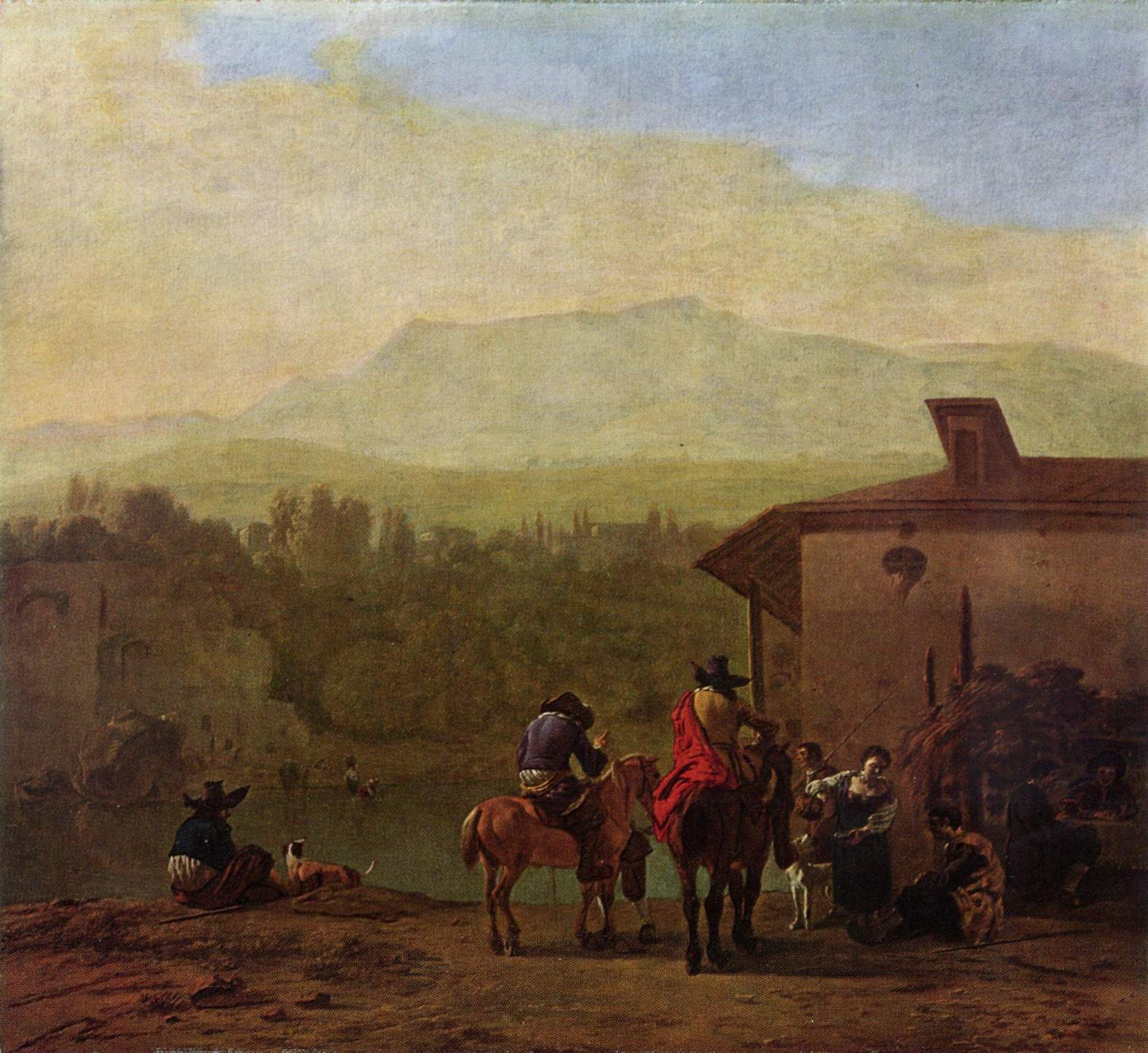
Odpočinek v italském hostinci
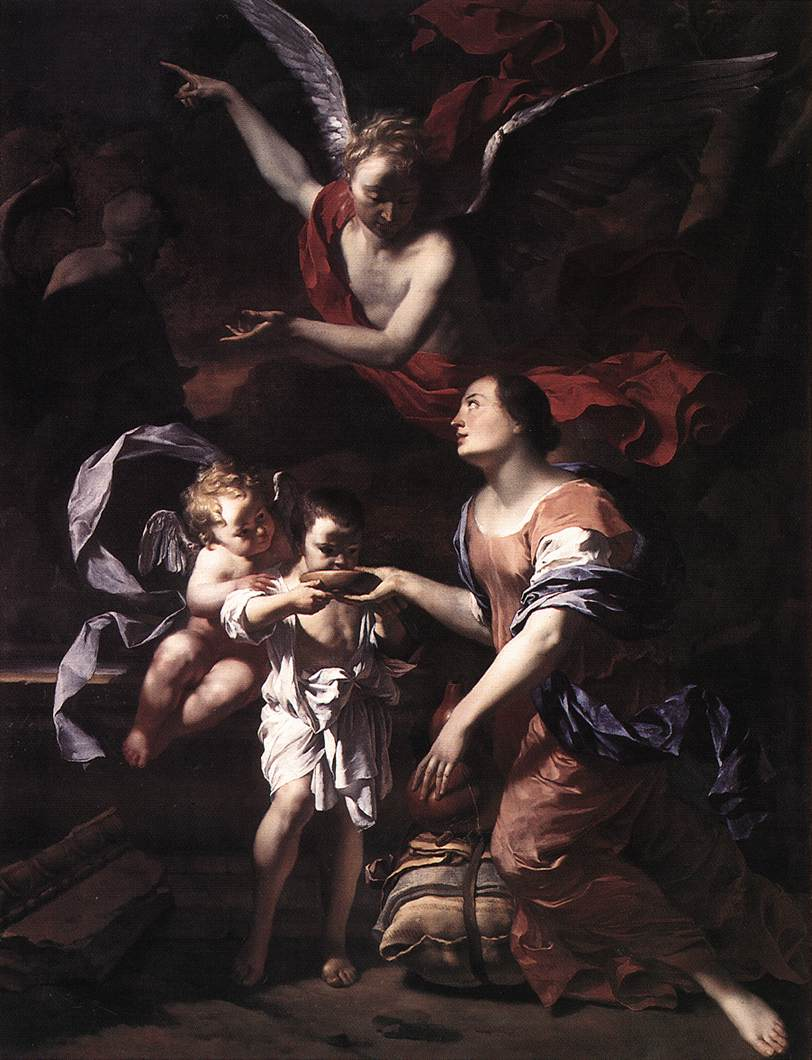
Hagar a Ismael v poušti
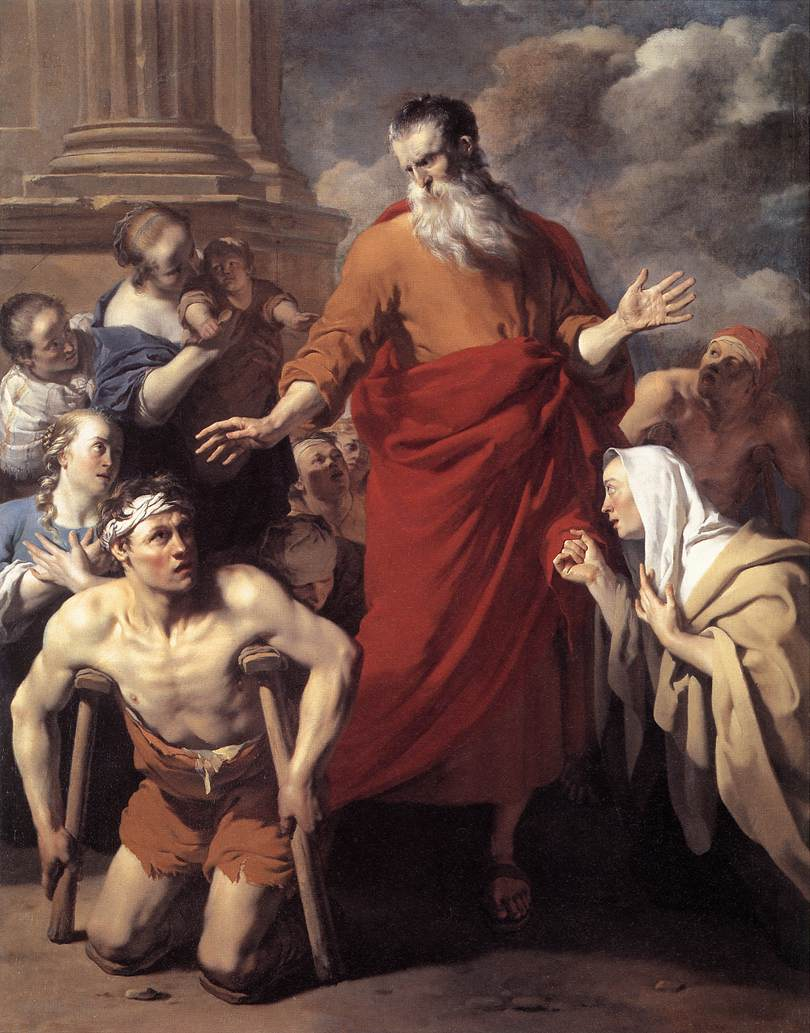
Apoštol Pavel uzdravuje mrzáka v Lystře
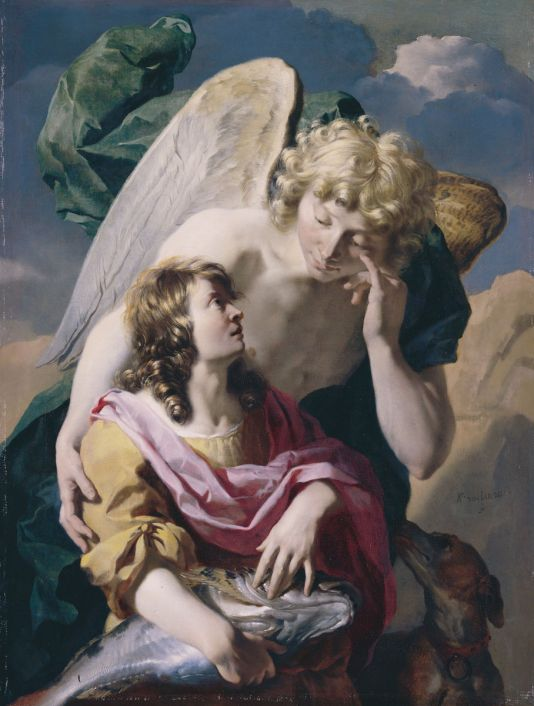
Tomáš a anděl